# Оља Савичевић Иванчевић
Оља Савичевић Иванчевић (Сплит, 16. септембра 1974) је хрватска је књижевница и драматург. Добитница је Велике награде Македонског књижевног фестивала Another Story (2018), награде Т-Портала за најбољи роман (2011) и награде „Мали Марулић” за позориште (2013, 2014). 

## Живот и каријера
Оља Савичевић рођена је 16. септембра 1974. у Сплиту, Југославија. Дипломирала је лингвистику и књижевну критику на Свеучилишту у Задру. Потом је радила као слободни писац за Интернет публикације и као наставница.
Савичевић је књижевну каријеру започела поезијом, објавивши збирку Бити ће страшно када ја порастем 1988. Уследила су Вјечна дјеца (1993) и Женско писмо (1999). Збирка кратких прича, Насмијати пса, изашла је 2006. године. Њен први роман, Адио каубоју, објављен је 2010.  Његов превод на неколико језика примљен је са признањем.   Још један роман, Пјевач у ноћи, изашао је 2016. године.
Оља Савичевић је добила награду "Ранко Маринковић" за најбољу кратку причу у 2007. години  Адио каубоју освојио је награду Т-Портал за хрватски роман године 2011.
Оља Савичевић је такође написала и адаптирала драме за децу. Њена драматизација Чудновате згоде Шегрта Хлапића освојила је награду "Мали Марулић" 2013.
Савичевић је 2017. године потписала Декларацију о заједничком језику Хрвата, Срба, Бошњака и Црногораца.
Књиге су јој преведене на једанаест страних језика (немачки, енглески, шпански, италијански, бугарски, холандски, шведски, македонски, словеначки, мађарски и француски).
Према причама Оље Савичевић снимљена су три кратка филма (Седам неодговорених позива, Балавица, Трешње) и нацртан је стрип (Данијел Жежељ: Љето), а роман Адио каубоју адаптиран је и постављен као позоришна представа у режији Ивице Буљана.

## Дела

### Романи
- Адио каубоју (2010)
- Пјевач у ноћи (2016)

### Поезија
- Бит ће страшно када ја порастем (1988)
- Вјечна дјеца (1993)
- Женско писмо (1999)
- Puzzlerojc (2007)
- Кућна правила (2007)
- Мамасафари и остале ствари (2012)
- Дивље и твоје (2020)

### Кратке приче
- Насмијати пса (2006)
- Насмијати пса и седам нових прича (2020)

### Сликовнице
- Шпорки Шпиро и Непослушна Тонка (2017)
- Сами на циломе свиту (2020)